# Przemysław Leszek

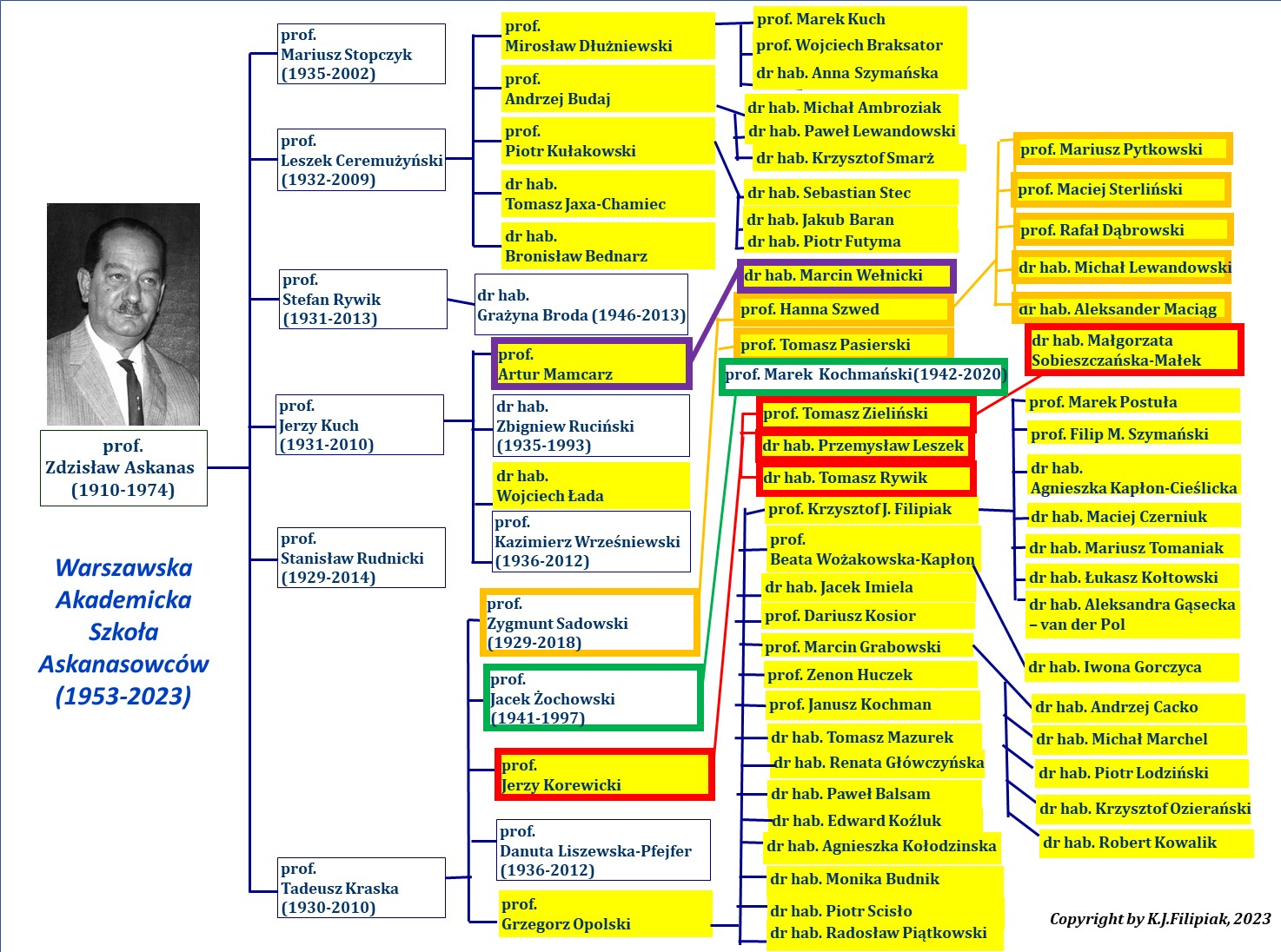
Drzewo genealogiczne przedstawicieli Warszawskiej Akademickiej Szkoły Kardiologii wywodzącej się od prof. Zdzisława Askanasa, do którego należy dr hab. Przemysław Leszek

Przemysław Leszek – polski kardiolog, dr hab. nauk medycznych, profesor nadzwyczajny Narodowego Instytutu Kardiologii Stefana kardynała Wyszyńskiego – Państwowego Instytutu Badawczego.

## Życiorys
9 listopada 1994 obronił pracę doktorską Ocena efektów hemodynamicznych L-dopy u pacjentów z lewokomorową niewydolnością serca, 29 maja 2012 habilitował się na podstawie pracy zatytułowanej Zmiany ekspresji wybranych białek regulujących obieg jonów wapnia w kardiomiocycie, w modelach - przeciążenia objętościowego (niedomykalność zastawki mitralnej) oraz upośledzonego napełniania lewej komory serca (zwężenie zastawki mitralnej). Piastuje funkcję profesora nadzwyczajnego w Narodowym Instytucie Kardiologii Stefana kardynała Wyszyńskiego  – Państwowego Instytutu Badawczego.